# Bielinek kapustnik
Bielinek kapustnik (Pieris brassicae) – gatunek motyla z rodziny bielinkowatych.

## Opis
Motyl o rozpiętości skrzydeł 49–63 mm. U obu płci tło wierzchu skrzydeł białe, na wierzchołku skrzydeł przednich czarna łukowata plama sięgająca w tył do pierwszej żyłki kubitalnej lub nieco poniżej niej, a przy przednim brzegu skrzydeł tylnych czarna plama. Samica obok podanego wzoru ma jeszcze dwie okrągłe plamy i jedną podługowatą na każdym skrzydle przednim – wszystkie barwy czarnej. Spód skrzydeł u obu płci bardzo podobny: skrzydło przednie białe z zielonkawożółtym przednim wierzchołkiem i dwiema czarnymi plamami pośrodku, tylne zaś zielonkawożółte z czarnym przyprószeniem na tle.
Ciało gąsienic jest niebieskawozielone, czarno plamkowane i opatrzone żółtą pręgą w części grzbietowej. Barwa poczwarek jest zielonkawożółta z czarnym nakrapianiem.

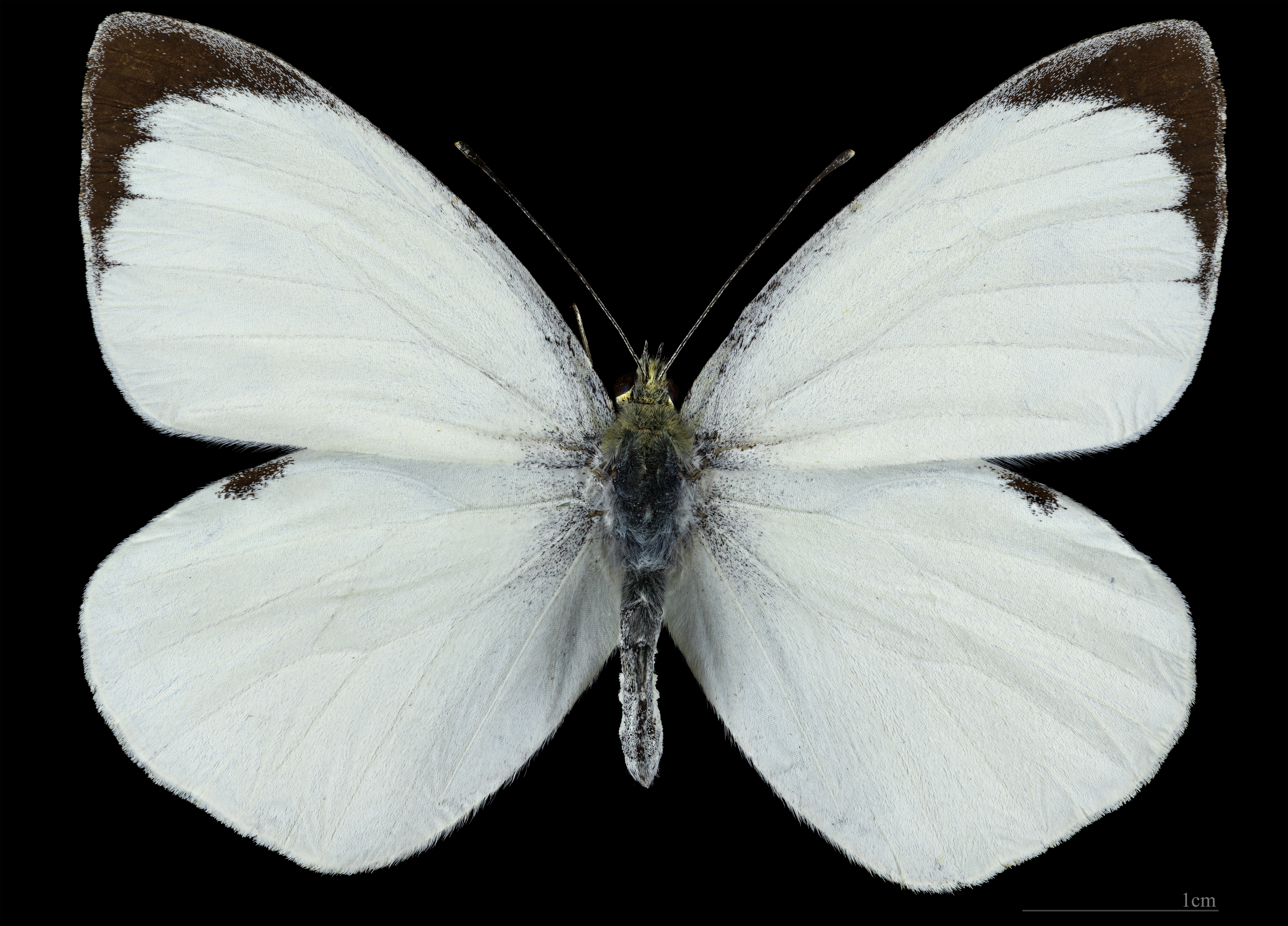
Pieris brassicae ♂
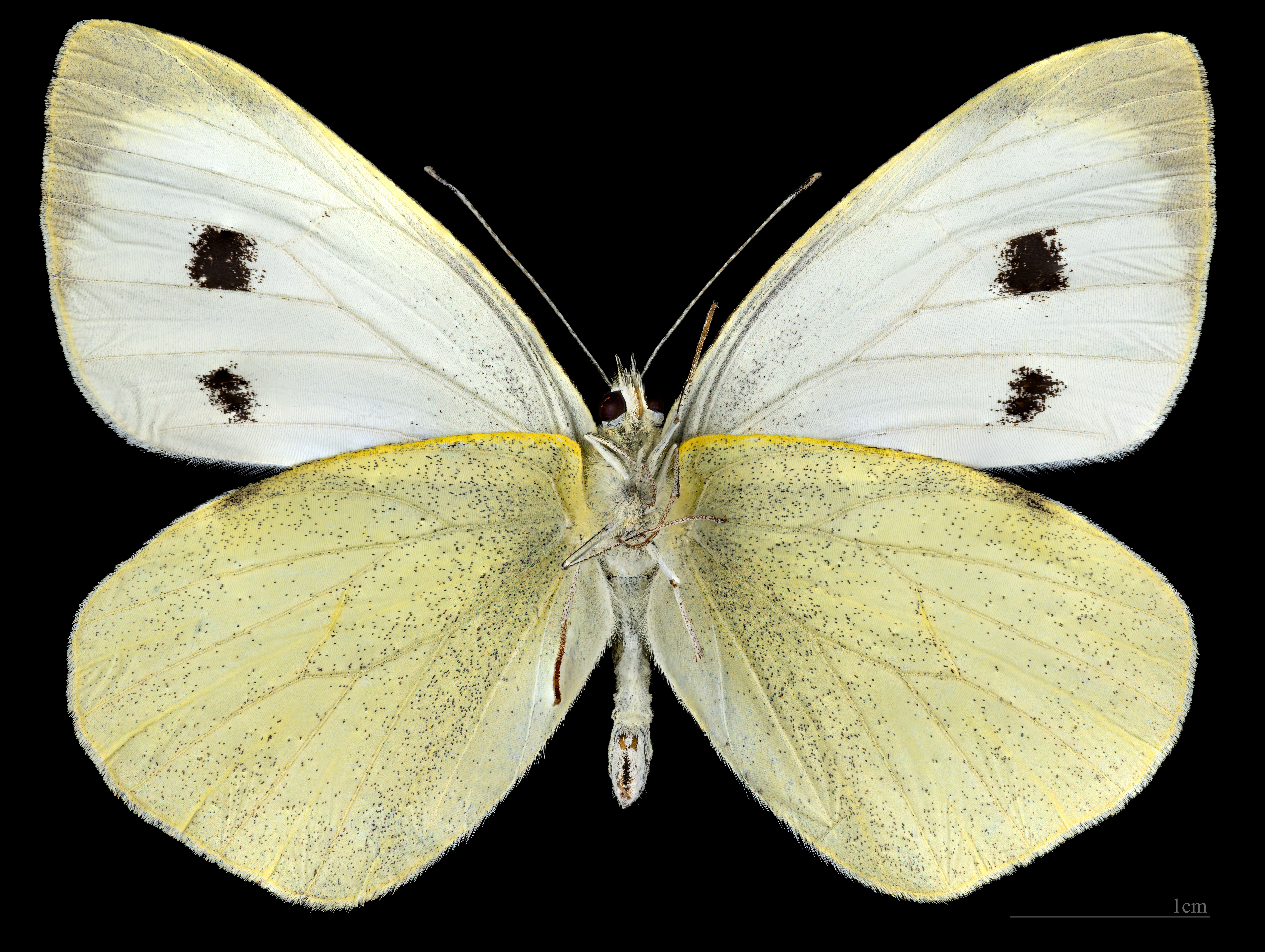
Pieris brassicae ♂  △

## Biologia i ekologia
Występuje w lasach, na polach, w ogrodach i sadach. Gąsienice żerują na roślinach z rodziny krzyżowych (Brassicaceae) takich jak kapusta, gorczyca polna, rzodkiew świrzepa, a także nasturcja.
Może być szkodnikiem ogrodów warzywnych.

### Okres lotu
W warunkach klimatycznych Europy Środkowej rocznie rozwijają się 2 pokolenia (maj – czerwiec i lipiec – wrzesień), rzadziej 3 (dodatkowe w październiku). Gąsienice pierwszego pokolenia prawdopodobnie preferują żerowanie na dzikich roślinach z rodziny Brassicaceae.

## Rozprzestrzenienie
Szeroko rozprzestrzeniony w prawie całej Palearktyce.

## Galeria

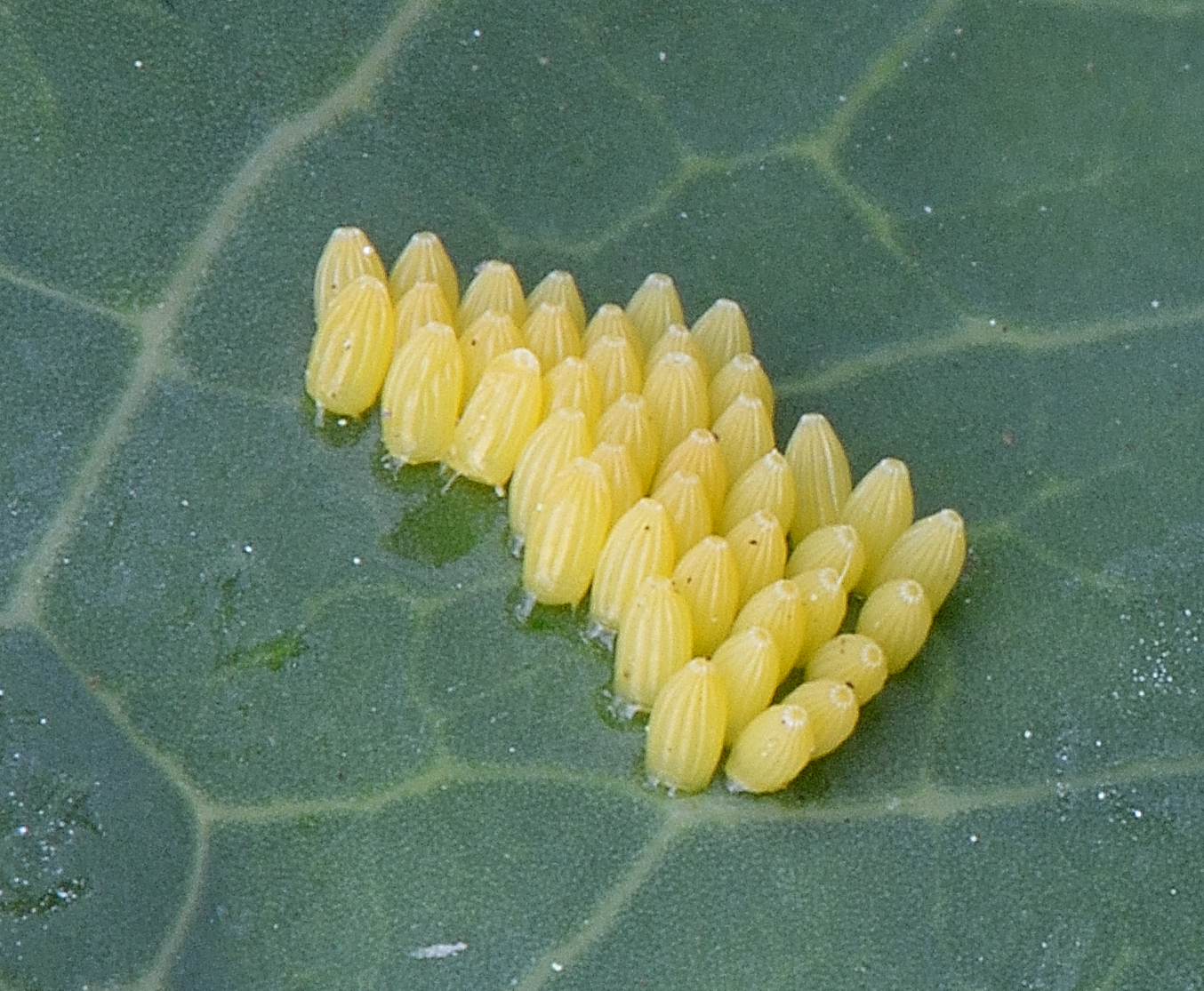
Jaja
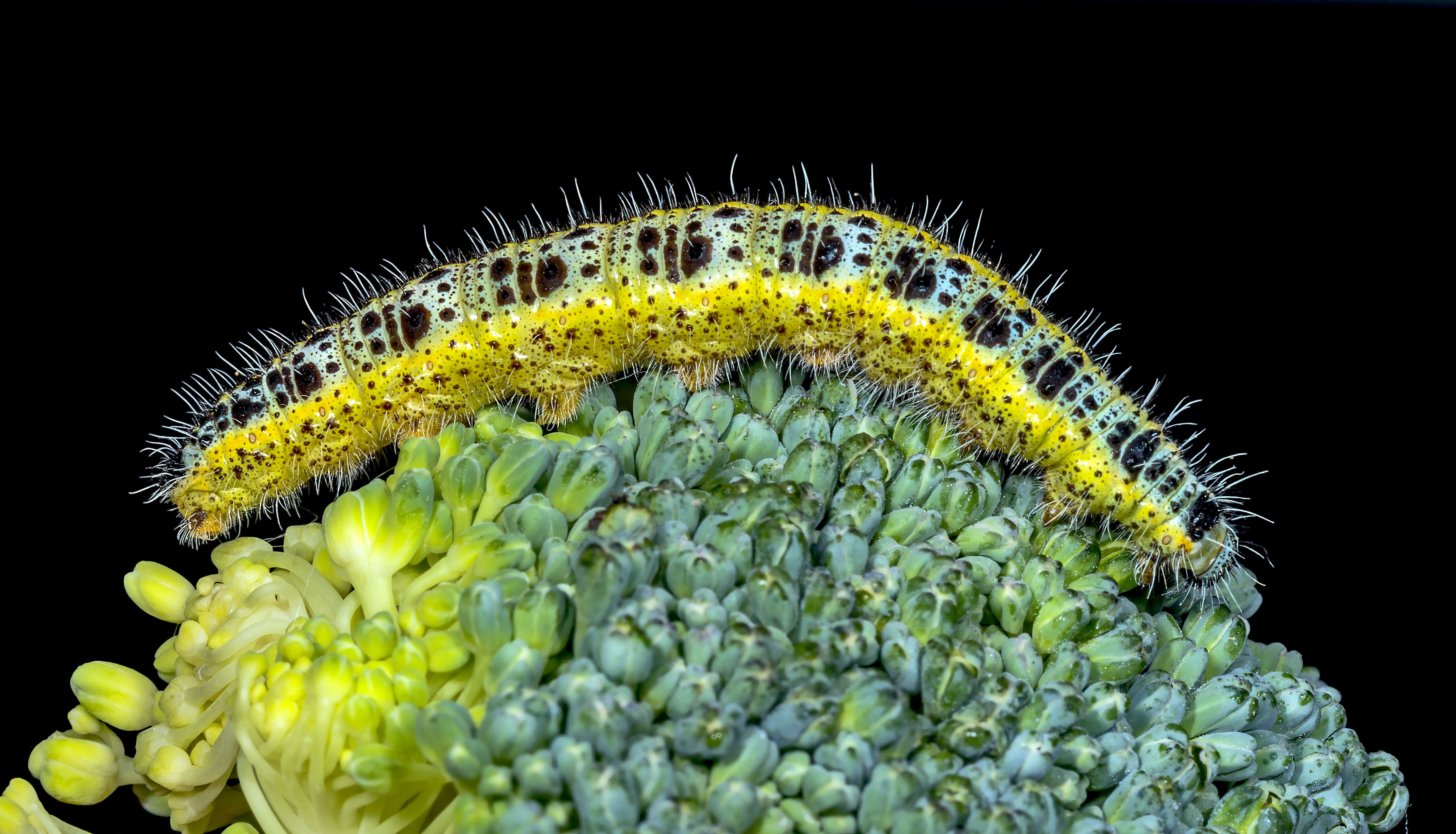
Gąsienica
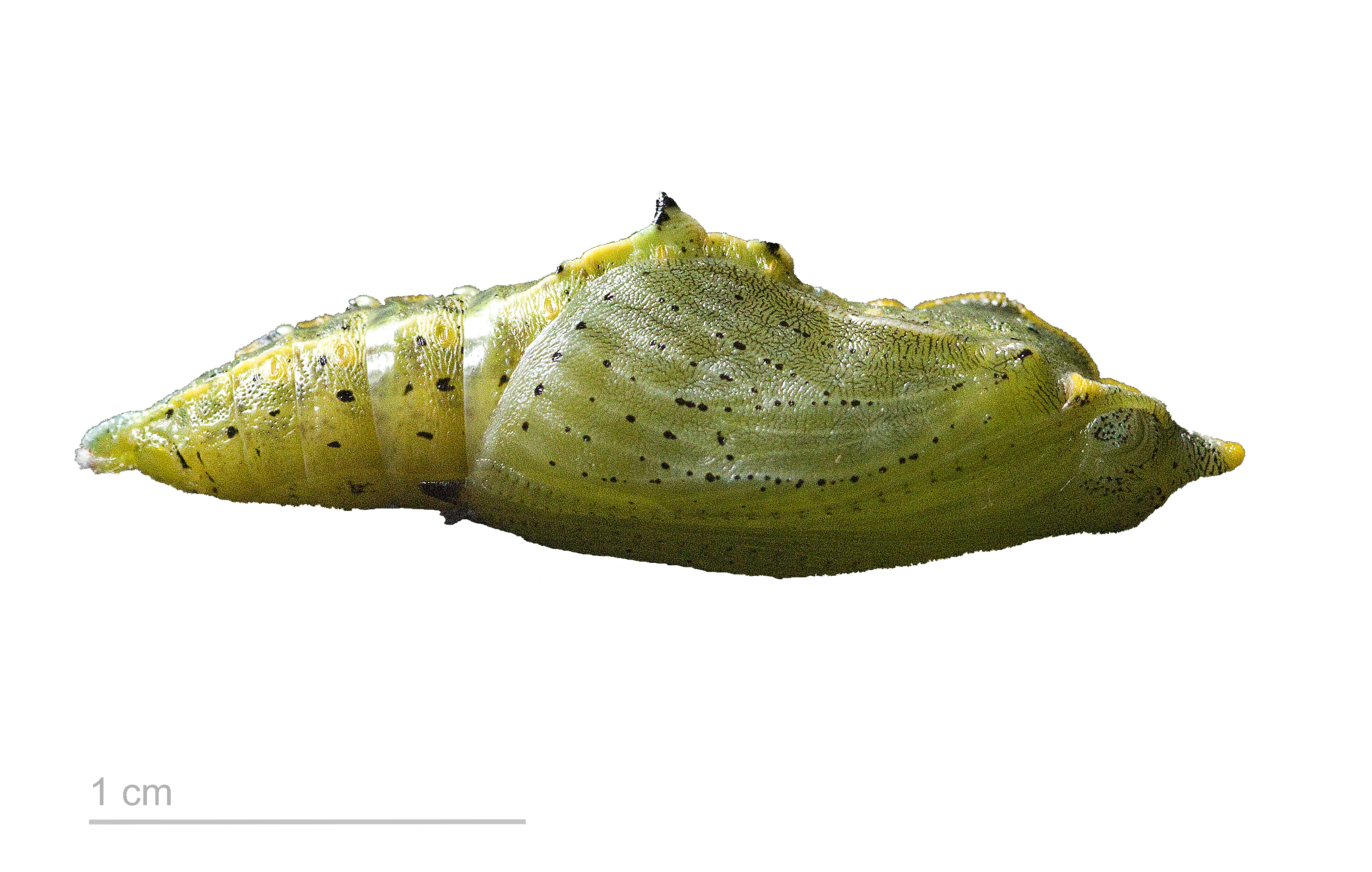
Poczwarka